# Infurcitinea sardiniella
Infurcitinea sardiniella är en fjärilsart som beskrevs av Lajos Vári. Infurcitinea sardiniella ingår i släktet Infurcitinea och familjen äkta malar. Inga underarter finns listade i Catalogue of Life.